# Gaubea
Gaubea (en castellà Valdegovía i oficialment Valdegovía/Gaubea) és un municipi d'Àlaba, de la Quadrilla d'Añana. Limita amb la província de Burgos i comprèn 30 concejos:
- Acebedo.
- Bachicabo.
- Barrio.
- Basabe.
- Bóveda.
- Caranca y Mioma, concejo format pels pobles de Caranca i Mioma.
- Cárcamo.
- Corro.
- Espejo.
- Fresneda.
- Guinea.
- Gurendes-Quejo, concejo format per les poblacions de Gurendes i Quejo.
- Nograro.
- Osma.
- Pinedo.
- Quintanilla.
- Tobillas.
- Tuesta.
- Valderejo, concejo format per les 4 poblacions de Lahoz, Lalastra, Ribera i Villamardones.
- Valluerca.
- Villamaderne, inclou també la població de Bellojín.
- Villanañe.
- Villanueva de Valdegovía, principal població i seu de l'ajuntament.

També hi ha un altre poble al municipi, Astúlez, que no pertany a cap concejo i és administrat directament pel municipi.

## Fills il·lustres
- Juan García de Salazar (1639-1710 (Zamora)) compositor i mestre de capella.